# Pietro del Friuli
Pietro (... – 756?) è stato un duca longobardo, duca del Friuli dal 749 al 756.

## Biografia
Scarsissime le informazioni sul suo conto; Paolo Diacono, nella sua Historia Langobardorum, accenna soltanto al fatto che sarebbe divenuto duca quando accenna alla valorosa partecipazione di suo padre Munichi alla grande e sfortunata battaglia dei Longobardi friulani, guidati dal duca Ferdulfo, contro gli Slavi. Fratello di Orso, duca di Ceneda, divenne duca, in associazione con Anselmo, nel 749, quando il suo predecessore Astolfo venne nominato re d'Italia. Intorno al 751 Anselmo si ritirò in monastero, ponendo fine all'associazione sul trono di Cividale.